# الیزابت آلن (هنرپیشه)
 الیزابت آلن (انگلیسی: Elizabeth Ellen Gillease؛ ۲۵ ژانویهٔ ۱۹۲۹ – ۱۹ سپتامبر ۲۰۰۶) یک هنرپیشه اهل ایالات متحده آمریکا بود. وی بین سال‌های ۱۹۵۵ تا ۱۹۹۶ میلادی فعالیت می‌کرد.

## فیلم‌شناسی
از فیلم‌ها یا برنامه‌های تلویزیونی که وی در آن نقش داشته است می‌توان به صخره مرجانی دونووان اشاره کرد.